# Praskolesy
Praskolesy (en allemand : Praskoles) est une commune du district de Beroun, dans la région de Bohême-Centrale, en Tchéquie. Sa population s'élevait à 908 habitants en 2020.

## Géographie
Praskolesy se trouve à 3 km à l'est-sud-est de Žebrák, à 16 km au sud-ouest de Beroun et à 43 km au sud-ouest de Prague.
La commune est limitée par Chlustina au nord, par Stašov et Otmíče à l'est, par Lochovice au sud-est, et par Kotopeky au sud-ouest et par Žebrák à l'ouest.

## Histoire
La première mention écrite de la localité date de 1216.